# Port Byron (Illinois)
Port Byron es una villa ubicada en el condado de Rock Island en el estado estadounidense de Illinois. En el Censo de 2010 tenía una población de 1647 habitantes y una densidad poblacional de 256,62 personas por km².

## Geografía
Port Byron se encuentra ubicada en las coordenadas 41°37′00″N 90°19′38″O / 41.61667, -90.32722. Según la Oficina del Censo de los Estados Unidos, Port Byron tiene una superficie total de 6.42 km², de la cual 6.42 km² corresponden a tierra firme y (0%) 0 km² es agua.

## Demografía
Según el censo de 2010, había 1647 personas residiendo en Port Byron. La densidad de población era de 256,62 hab./km². De los 1647 habitantes, Port Byron estaba compuesto por el 98.06% blancos, el 0.18% eran afroamericanos, el 0.12% eran asiáticos, el 0.49% eran de otras razas y el 1.15% pertenecían a dos o más razas. Del total de la población el 2.79% eran hispanos o latinos de cualquier raza.